# یواس‌اس اسکانیا (ای‌کی‌ای-۴۰)
یواس‌اس اسکانیا (ای‌کی‌ای-۴۰) (به انگلیسی: USS Scania (AKA-40)) یک کشتی بود که طول آن ۴۲۶ فوت (۱۳۰ متر) بود. این کشتی در سال ۱۹۴۵ ساخته شد.